# Mansour Muftah
Mansour Muftah Faraj Al-Abdullah, noto semplicemente come Mansour Muftah (in arabo منصور مفتاح‎?; Doha, 22 novembre 1955), è un ex calciatore qatariota, di ruolo attaccante.